# Y todos arderán
Y todos arderán és una pel·lícula espanyola de terror dirigida per David Hebrero i protagonitzada pels consagrats actors Macarena Gómez, Rodolfo Sancho, Ana Milán i Rubén Ochandiano, la novella Sofía García i amb la participació de Fernando Cayo, Guillermo Estrella i Saturnino García. La pel·lícula es va estrenar a l'octubre de 2021 al LIV Festival Internacional de Cinema Fantàstic de Catalunya.

## Argument
El món sembla estar arribant a la seva fi. Aliena a aquest caos, María José (Macarena Gómez) porta reclosa més de deu anys vivint un malson després que el seu fill Lolo se suïcidés, fart de l'assetjament escolar que rebia pel seu acondroplasia. Llista per a marxar-se d'aquest món, decideix anar a saltar pel mateix pont pel qual es va tirar el seu fill quan és interrompuda per Lucía, una misteriosa nena amb la mateixa condició que la seva Lolo. María José s'apiada d'ella i decideix ajudar-la a buscar als seus pares per a poc a poc descobrir que Lucía (Sofía García) no és una nena qualsevol i que ha estat enviada al poble amb un propòsit.

## Repartiment
- Macarena Gómez com María José[8]
- Sofía García com Lucía
- Maria Sancho com Maria
- Ana Milán com Tere
- Rubén Ochandiano com Juan[7]
- Fernando Cayo com Honorio
- Saturnino García com a Pare Gabriel
- Germán Torres com a Pare Abelino
- Ella Kweku com Ari
- Guillermo Estrella com Toti
- Raquel Lobelos
- Edu Hernández  com a Agent Morcillo

## Producció

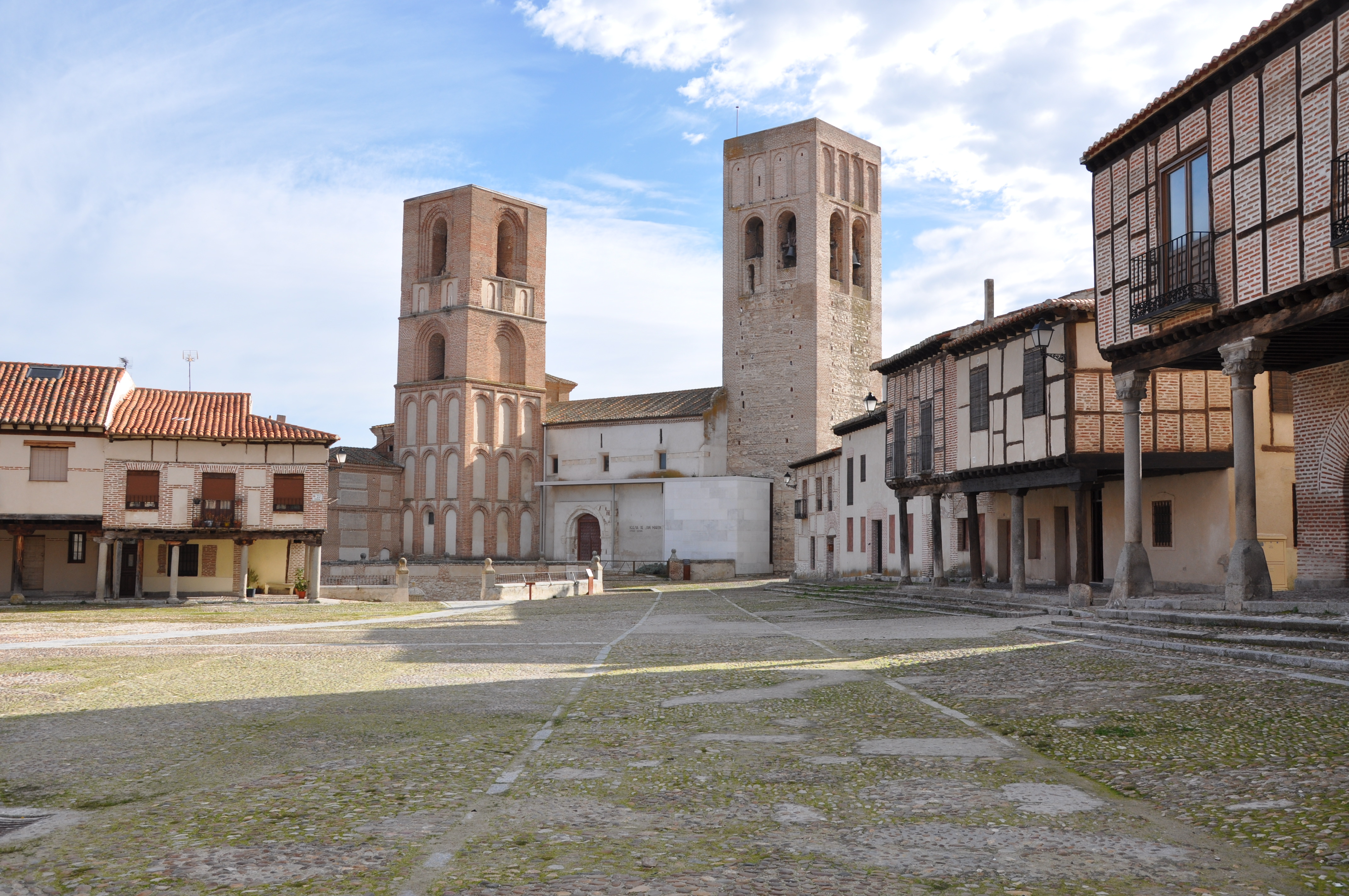
La plaça principal d'Arévalo va estar tancada durant 5 dies a causa del rodatge de la pel·lícula.

El guió va ser escrit per David Hebrero al costat de Javier Kirán, mentre que Ona Isart va treballar com a director de fotografia. La pel·lícula és una producció de Nostalgia Shop Films. Va ser rodat a llocs de la Comunitat de Madrid i la província d'Àvila, incloent Arévalo i Las Rozas.

## Estrena
La pel·lícula es va estrenar el 16 d'octubre de 2021 al LIV Festival Internacional de Cinema Fantàstic de Catalunya. El seu festival també va incloure el FANT Festival de Bilbao i el Arrow FrightFest Va ser seleccionat a la llista de pel·lícules del Fantastic Fest de 2022 per a la seva estrena a Amèrica del Nord. Filmin estrenarà la pel·lícula a Espanya el 2 de juny de 2023 mentre Drafthouse Films va adquirir els drets nord-americans de la pel·lícula.

## Recepció
Rubén Romero Santos de Cinemanía va puntuar la pel·lícula amb 3 sobre 5 estrelles, considerant-la una "tonteria total i alegre", propera a l'estètica camp, resultant ser "una sorpresa refrescant que bolca prejudicis i estereotips".